# Utagawa Kunimasa
Pour les articles homonymes, voir Utagawa.
Utagawa Kunimasa (歌川 国政) (1773 - 26 décembre 1810) est un dessinateur japonais d'estampes de style ukiyo-e et étudiant d'Utagawa Toyokuni. Originaire d'Aizu dans la province d'Iwashiro, il travaille chez un teinturier à son arrivée à Edo (maintenant Tokyo). C'est là qu'il est remarqué par Toyokuni chez qui il entre en apprentissage.
Kunimasa est plus particulièrement connu pour ses estampes yakusha-e (portraits d'acteurs du théâtre kabuki) et pour ses bijinga (images de belles femmes). Richard Douglas Lane dit de son style qu'« il s'efforce de combiner l'intensité de Sharaku avec l'apparat décoratif de son maître Toyokuni ». Cela dit, les spécialistes qui font la comparaison notent souvent qu'il n'atteint pas le niveau d'intensité de Sharaku.